# فست‌لین (۲۰۲۱)
فست‌لین (۲۰۲۱) (به انگلیسی: FastLane 2021) یک رویداد غیر رایگان (Pay-Per-View) در کشتی حرفه‌ای می‌باشد که توسط کمپانی دبلیودبلیوئی برای برند اسمَک‌دَون و راو تهیه می‌شود و این دوره‌اش هم در تاریخ ۲۱ مارس ۲۰۲۱ در فلوریدا برگزار شد. این ششمین رویداد تحت عنوان فست‌لین بود.
در مجموع با حساب مسابقه آغازین هشت مسابقه برگزار شد. در مسابقه اصلی رومن رینز در مقابل دنیل برایان برنده شد تا از کمربند یونیورسال خود دفاع کند. در دیگر مسابقات درو مکینتایر شیمس را در یک مسابقه نو هولدز بارد شکست داد. الکسا بلیس هم رندی اورتون را در یک مسابقه اینترجندر شکست داد. از دیگر اتفاق مهم در این رویداد می‌توان به بازگشت "د فیند" بری وایت پس از حدود سه ماه در مسابقه رندی اورتن و الکسا بلیس اشاره کرد.

## زمینه‌سازی
فَست لِین شامل مسابقاتی بین دشمنی‌های موجود، ماجراهای پیش آمده و استوری‌هایی خواهد بود که پیش از این در برنامه‌های راو و اسمک داون پخش شده بود. کشتی‌گیرها با توجه به مسابقات یا سری اتفاقاتی که برایشان رخ می‌دهد و تنش را به حد اکثر می‌رساند، نقش منفی یا قهرمان به خود می‌گیرند.

## نتایج
| #                                                                                                 | نتایج                                                                                | نوع مسابقه                                                                                | مدت زمان |
| ------------------------------------------------------------------------------------------------- | ------------------------------------------------------------------------------------ | ----------------------------------------------------------------------------------------- | -------- |
| ۱پ                                                                                                | مت ریدل (c) پیروز در مقابل مصطفی علی (با همراهی میس، رکونینگ، اسلپجک، و تی-بار)      | مسابقه تک نفره برای کمربند قهرمانی ایالات متحده                                           | ۹:۱۶     |
| ۲                                                                                                 | نایا جکس و شینا بیزلر (c) (با همراهی ریجینالد) پیروز در مقابل بیانکا بلر و ساشا بنکس | مسابقه تگ تیم برای کمربند تگ تیم زنان راو                                                 | ۹:۴۵     |
| ۳                                                                                                 | بیگ ای (c) پیروز در مقابل آپولو کروز                                                 | مسابقه تک نفره برای کمربند بین قاره ای                                                    | ۵:۴۵     |
| ۴                                                                                                 | براون استرومن پیروز در مقابل الایس (با همراهی جکسون رایکر)                           | مسابقه تک نفره                                                                            | ۳:۵۰     |
| ۵                                                                                                 | سث رالینز پیروز در مقابل شینسکه ناکامورا                                             | مسابقه تک نفره                                                                            | ۱۲:۵۵    |
| ۶                                                                                                 | درو مکینتایر پیروز در مقابل شیمس                                                     | مسابقه نو هولدز بارد                                                                      | ۱۹:۴۰    |
| ۷                                                                                                 | الکسا بلیس پیروز در مقابل رندی اورتون                                                | مسابقه اینترجندر                                                                          | ۴:۴۵     |
| ۸                                                                                                 | رومن رینز (c) (با همراهی پاول هیمن) پیروز در مقابل دنیل براین                        | مسابقه تک نفره برای کمربند یونیورسال دبلیودبلیوئی ادج به عنوان مهمان ویژه این مسابقه بود. | ۳۰:۰۴    |
| - (c) – نشان‌دهنده قهرمان(هایی) است که به میدان می‌روند - پ – نشان‌دهنده این است که مسابقه در پری–شو |                                                                                      |                                                                                           |          |

## موضوعات مرتبط
- رسلمانیا ۳۷
- رومن رینز
- دنیل برایان
- "د فیند" بری وایت